# Solomon Foot
Solomon Foot, född 19 november 1802 i Cornwall, Vermont, död 28 mars 1866 i Washington, D.C., var en amerikansk politiker. Han representerade delstaten Vermont i båda kamrarna av USA:s kongress, först i representanthuset 1843–1847 och sedan i senaten från 1851 fram till sin död. Foot var länge medlem i Whigpartiet och senare republikan. Han var tillförordnad talman i senaten, president pro tempore of the United States Senate, 1861–1864.
Foot utexaminerades 1826 från Middlebury College. Han arbetade sedan som lärare och studerade juridik. Han inledde 1831 sin karriär som advokat i Rutland. Han arbetade sedan som åklagare 1836–1842.
Foot blev invald i USA:s representanthus i kongressvalet 1842. Han omvaldes 1844 och efterträddes 1847 som kongressledamot av William Henry.
Foot efterträdde 1851 Samuel S. Phelps som senator för Vermont. Han valdes för första gången som whig och omvaldes två gånger som repulikan. Senator Foot avled 1866 i ämbetet och efterträddes av George F. Edmunds. Foot gravsattes på Evergreen Cemetery i Rutland.